# William Stanier

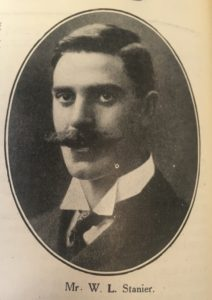
William Stanier (1913)

Sir William Arthur Stanier FRS (* 27. Mai 1876 in Swindon; † 27. September 1965 in Rickmansworth) war ein britischer Ingenieur und Dampflokomotivbauer. Von 1932 bis 1944 war er Chefingenieur (Chief Mechanical Engineer) der zu dieser Zeit größten britischen Bahngesellschaft, der London, Midland and Scottish Railway.

## Leben

### Ausbildung und erste Tätigkeiten bei der Great Western Railway
William Arthur Stanier wurde 1876 in Swindon, dem Sitz der Hauptwerkstätte der Great Western Railway (GWR), als Sohn eines Eisenbahners geboren. Sein Vater war zuletzt Magazinverwalter bei der GWR. Nach seiner Schulzeit begann er 1892 eine fünfjährige Ausbildungszeit bei der GWR als Maschinenbauer und Technischer Zeichner. Er erwies sich schnell als fachlich versiert, so dass er mit gerade 30 Jahren 1906 bereits die Leitung des Swindoner GWR-Betriebswerks übertragen bekam. Stanier war zudem an der Erprobung und Einführung einer elektromechanischen Zugbeeinflussung bei der GWR beteiligt. 1906 heiratete Stanier auch seine Ehefrau Ella Elizabeth Morse, mit der er einen Sohn und eine Tochter hatte.
1912 übernahm Stanier die Position des stellvertretenden Werksdirektors der GWR-Hauptwerkstatt und Lokomotivfabrik in Swindon. Nach Ende des Ersten Weltkriegs wurde er 1920 Werksdirektor. Zwei Jahre später wurde er Chefassistent von Charles Collett, dem für die gesamte Lokomotiventwicklung der GWR verantwortlichen Chief Mechanical Engineer (CME) der Great Western.

### Chief Mechanical Engineer der London, Midland and Scottish Railway
Nach dem Grouping Act von 1921 betrieben vier große Bahngesellschaften das britische Eisenbahnnetz, außer der GWR die London, Midland and Scottish Railway (LMS), die London and North Eastern Railway (LNER) sowie die Southern Railway (SR). Alle Bahnen hatten erhebliche Probleme, den von ihren insgesamt 120 Vorgängergesellschaften übernommenen Fahrzeugpark zu vereinheitlichen und wirtschaftlich zu gestalten. Der Lokomotivbestand der LMS als größter der vier Gesellschaften bestand 1932 aus fast 8500 Maschinen in über 250 Baureihen. Zwischen den Chefingenieuren der wichtigsten übernommenen Vorgängerbahnen wie etwa der Midland Railway, der Lancashire and Yorkshire Railway oder der London and North Western Railway gab es erhebliche Differenzen über den Weg der künftigen Entwicklung. In dieser Situation entschied sich Josiah Stamp, der Chairman der LMS, dafür, auf den freigewordenen Posten des Chief Mechanical Engineer einen unabhängigen Fachmann zu bestellen. Er bot den Posten Stanier an, der ihn nach längerer Überlegung annahm.

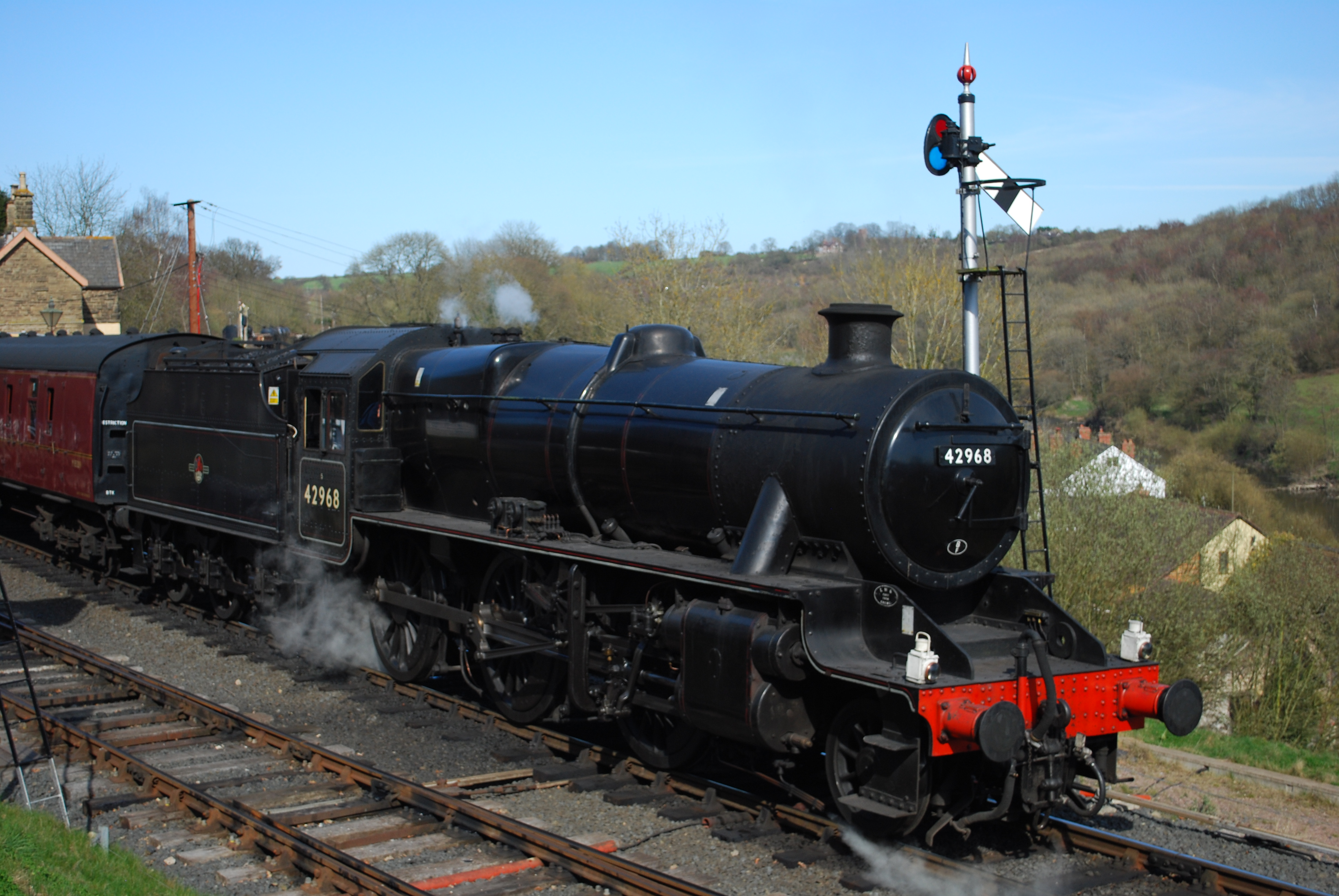
Staniers erster Entwurf für die LMS, die 5MT (Stanier Mogul)

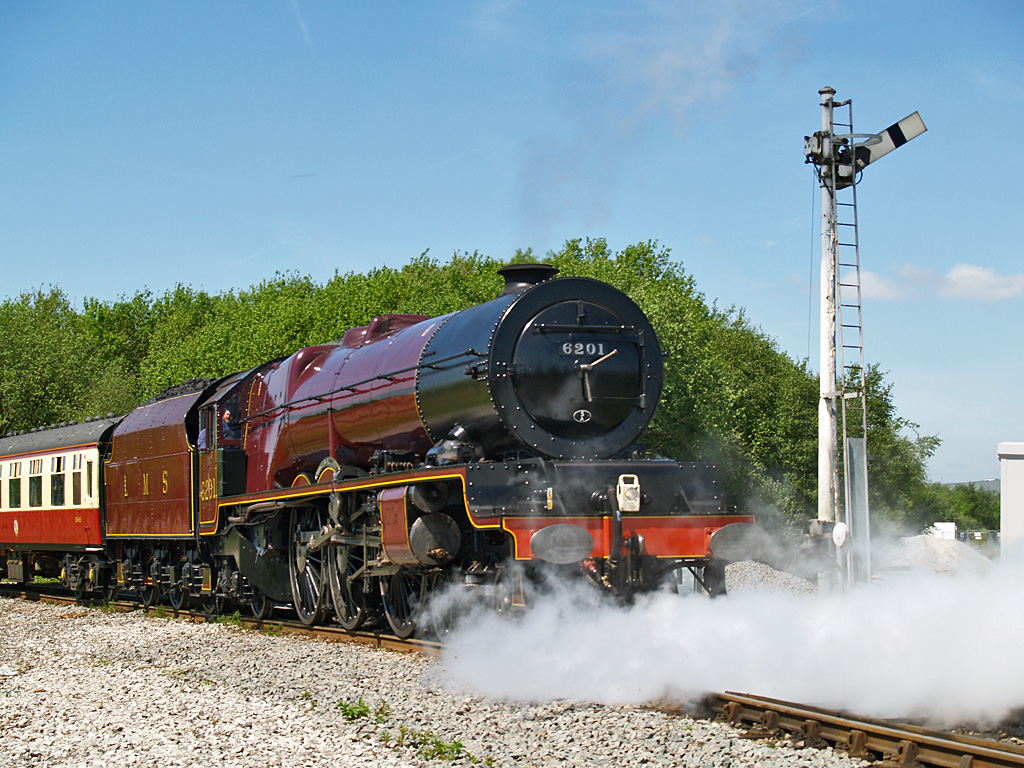
Die nach der damaligen Prinzessin Elisabeth benannte Lokomotive 6201 Princess Elizabeth der LMS Princess Royal Class

Zum 1. Januar 1932 wechselte Stanier daher von Swindon nach Crewe, den Sitz der LMS-Hauptwerkstatt. Seine Hauptaufgabe war die zügige Modernisierung und Vereinheitlichung des LMS-Lokomotivparks. Zunächst führte er bei der LMS ein einheitliches Zeichnungsbüro ein, da bislang alle Werke, wie bei britischen Bahnen weit verbreitet, jeweils ihre eigenen Lokomotivbaureihen entwickelt und gebaut hatten. Seine Entwicklungen begannen mit einer auf einem bereits vorhandenen Entwurf aufbauenden 1'Ch2, der ab 1933 gebauten LMS-Klasse 5MT 2-6-0 („Stanier Mogul“). Zeitgleich entwickelte Stanier mit der LMS-Klasse 7P „Princess Royal“ seine erste Schnellzuglokomotive für die LMS. Die Pacific zeigte viele Baumerkmale, die bis dahin bei der LMS nicht verwendet wurden und die Stanier von der GWR mitgebracht hatte, so der Belpaire-Stehkessel und der auf zwei Achsen wirkende Vierlingsantrieb. Ebenso von der GWR stammte der relativ kleine Überhitzer, der angesichts der bei der LMS verwendeten schlechteren Kohle und anderer Feuertechnik zunächst erhebliche Probleme und überhöhten Dampfverbrauch verursachte. Letztlich erhielten die Lokomotiven der Princess Royal neue Kessel mit verdoppelter Zahl von Überhitzerelementen sowie einer Verbrennungskammer. Die so umgebauten Lokomotiven bewährten sich und die LMS konnte mit ihr erstmals Schnellzüge zwischen London Euston und Glasgow Central ohne Lokwechsel und Vorspannlok fahren. 1935 entwickelte Stanier eine dampfturbinengetriebene Pacific, die allerdings ein Einzelstück blieb. Sie wurde 1952 in eine konventionelle Lokomotive umgebaut und Princess Anne getauft, wurde aber im gleichen Jahr beim Eisenbahnunfall im Bahnhof von Harrow and Wealdstone irreparabel beschädigt.
Herausgefordert durch die von Nigel Gresley bei der konkurrenzierenden LNER entwickelte LNER-Klasse A4, zu der auch die Weltrekord-Lokomotive Nr. 4468 Mallard gehörte, entwarf Stanier eine entsprechende Lokomotive für den als besten Zug der West Coast Main Line vorgesehenen Stromlinienzug Coronation Scot. Die LMS-Klasse 7P „Coronation“ wurde ab 1937 in mehreren Serien mit insgesamt 38 Exemplaren beschafft, davon 14 ohne Stromlinienverkleidung. Zur Weltausstellung 1939 wurde die Nr. 6229 Duchess of Hamilton dieser Baureihe mitsamt der Zuggarnitur nach New York verschifft. Bedingt durch den Ausbruch des Zweiten Weltkriegs kehrten Lokomotive und Wagenzug erst nach Kriegsende zurück. Die 1947 als eine der letzten Maschinen der Coronation Class Baureihe ausgelieferte Nr. 6256 erhielt Staniers Namen.

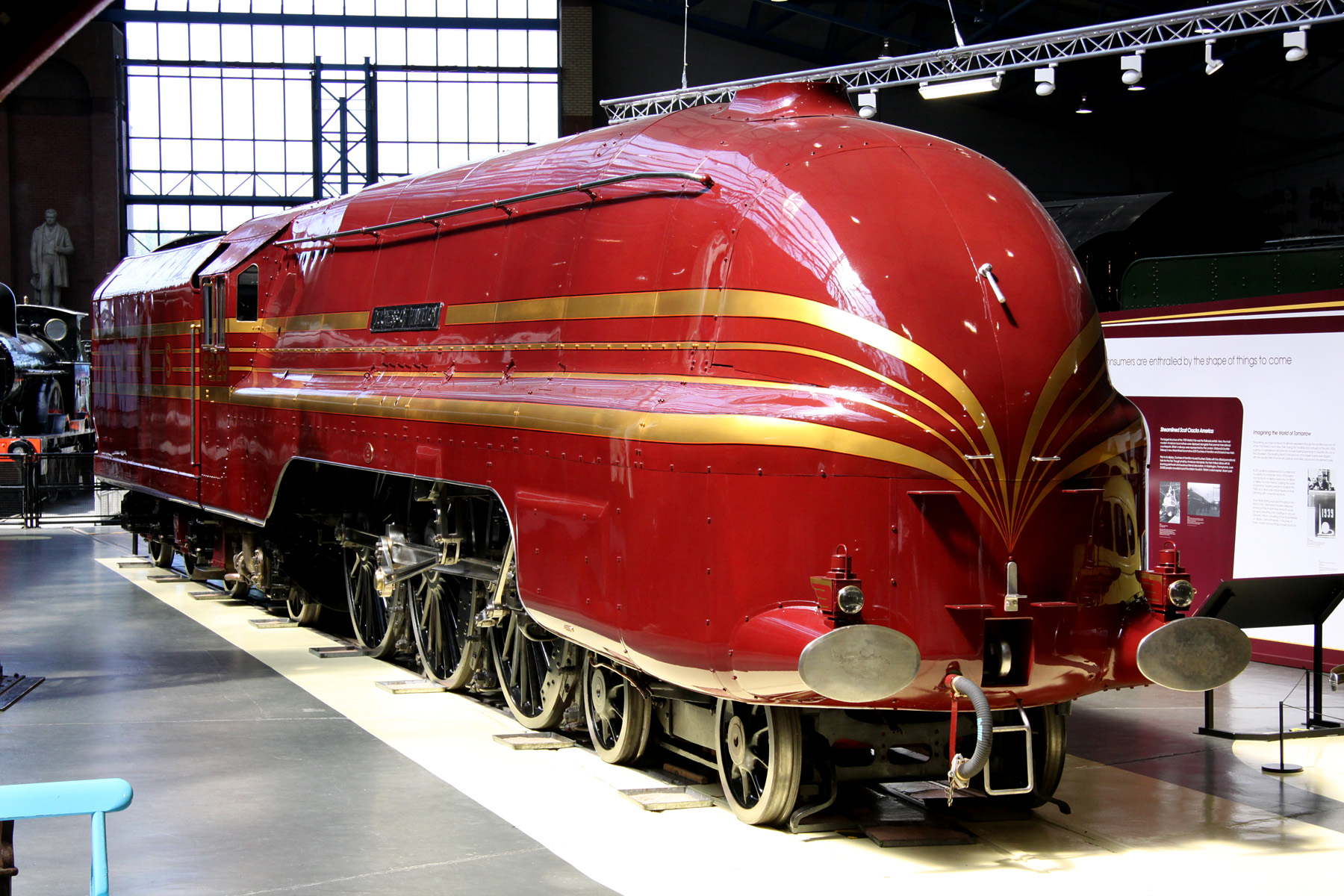
Staniers bekannteste Lokomotive, die stromlinienverkleidete LMS 8P „Coronation Class“, Nr. 6229 Duchess of Hamilton im National Railway Museum in York

Letztlich wichtiger als einzelne Hochleistungszüge war für die LMS eine Modernisierung des Fuhrparks für den umfangreichen Güter- und Personenverkehr. Die LMS besaß viele leistungsschwache 2'B- und C-Lokomotiven, noch in den 1920er Jahren hatte die LMS diese von der Midland Railway übernommene „Small engine policy“ fortgesetzt. Stanier beendete diese Beschaffungspolitik. Als Ersatz konstruierte er mit seinem Team mehrere neue, deutlich größere Einheitsbaureihen. Besonders erfolgreich erwies sich die LMS-Klasse 5 „Black Five“. Die Baureihe konnte universell im Personen- und Güterverkehr eingesetzt werden und wurde noch nach dem Transport Act 1947 von British Rail (BR) weiter beschafft. Bis 1951 entstanden 842 Stück, die letzten blieben bis zur Einstellung des Dampfbetriebs bei BR 1968 im Einsatz und bespannten die letzten planmäßigen Dampfzüge. Ebenfalls erfolgreich waren die 1'D-Lokomotiven der LMS-Klasse 8F, aus denen während des Krieges zwei vereinfachte Baureihen mit den Achsfolgen 1'D und 1'E für den Einsatz als Kriegslokomotiven abgeleitet wurden.
Während des Krieges wurde Stanier 1942 als Berater ins Ministry of Supply berufen. 1944 trat er, bereits 67 Jahre alt, von seinem Posten als CME der LMS zurück. Sein Einfluss blieb aber auch über den Ruhestand hinaus spürbar. Die von British Rail ab 1951 gebauten Standardlokomotiven basierten ganz wesentlich auf vielen seiner Entwicklungen.
Sir William Stanier starb im Alter von 89 Jahren am 27. September 1965, genau 140 Jahre, nachdem mit der Stockton and Darlington Railway die erste öffentliche Dampfeisenbahn eröffnet worden war.

### Ehrungen und Mitgliedschaften
1941 wurde Stanier aufgrund seiner Verdienste Präsident der von George Stephenson gegründeten Institution of Mechanical Engineers, die ihm 1957 auch ihre Goldmedaille verlieh. Am 9. Februar 1943 erhob König George VI. ihn zum Knight Bachelor. Als zweiter und bislang letzter Eisenbahningenieur nach Robert Stephenson wurde Sir William Stanier am 16. März 1944 als Fellow der Royal Society aufgenommen. 1963 erhielt er die James-Watt-Medaille. Er war außerdem Mitglied des exklusiven Athenaeum Club. In Crewe ist die Sir William Stanier Community School nach ihm benannt.